# C3 Centauri
C3 Centauri (C3 Cen) é uma estrela na constelação de Centaurus. Com uma magnitude aparente visual de 5,46, pode ser vista a olho nu em locais com pouca poluição luminosa. De acordo com medições de paralaxe, está a uma distância de aproximadamente 342 anos-luz (105 parsecs) da Terra. É uma estrela gigante de classe K com um tipo espectral de K2III e uma temperatura efetiva de 4 666 K, portanto tem coloração alaranjada. Está brilhando com uma luminosidade 95 vezes superior à solar. Medições astrométricas pelo satélite Hipparcos identificaram anomalias no movimento próprio desta estrela, indicando que ela é uma provável binária astrométrica.